# Ted Fiorito
Ted Fiorito (Ted Fio Rito, geboren als Teodorico Salvatore Fiorito; * 20. Dezember 1900 in Newark/New Jersey; † 22. Juli 1971 in Scottsdale/Arizona) war ein US-amerikanischer Jazzpianist und -komponist.

## Leben und Wirken

Ted Fiorito - Willow Weep for Me

Fiorito begann seine Karriere 1919 als Pianist der Band von Harry Yerkes und spielte Schellackplatten u. a. mit Earl Oliver, Tom Brown, Rudy Wiedoeft, Alcide Nunez, Joe und George Hamilton Green ein. 1921 ging er nach Chicago, wo er Mitglied von Dan Russos Band und im Folgejahr Co-Leader des Russo and FioRito's Oriole Orchestra wurde, das 1922 in der Oriole Terrace in Detroit spielte und bald Erfolge im Mittleren Westen feierte.
Sein Ruf als Komponist wurde durch den Titel „Toot Toot Tootsie, Goo’bye“, aufgenommen von Al Jolson, begründet, der einer der großen Hits der 1920er Jahre wurde. Es folgten Songs wie „When Lights Are Low“ und „No, No, Nora“ (beide 1923), „Charley, My Boy“, „I Need Some Pettin'“ (mit Bix Beiderbecke und dem Wolverine Orchestra) und der Jazz-Standard „I Never Knew (That Roses Grew)“ (1925). 1928 folgten „Laugh Clown Laugh“ (u. a. von Groucho Marx und Abbey Lincoln interpretiert) und „King For A Day“ (mit Ted Lewis) und 1929 „Then You've Never Been Blue“. Zur Erkennungsmelodie seines eigenen Orchesters machte er aber die Fremdkomposition „Rio Rita“, wohl wegen der Ähnlichkeit mit seinem eigenen Namen; er nahm das Stück auch mit seinem Bandsänger Bob Carroll auf.
Nach der Trennung von Dan Russo 1928 arbeitete Fiorito mit seiner eigenen Band weiter; es trat vorwiegend im Raum Chicago und St. Louis auf. Es entstanden auch die ersten Rundfunkaufnahmen, spielte 1929 an der Westküste und trat in den Folgejahren in zahlreichen Städten der USA auf. 1931 hatte er ein Engagement im Plantation Ballroom in Hollywood; dort trat er mit seinem Orchester an einem Spielfilm auf. 1932 hatte er einen kleineren Hit mit Willow Weep for Me; in den 1930er und 1940er Jahren wirkte er dann neben Studioaufnahmen und Auftritten an der Westküste mit seiner Band in weiteren Filmen mit. Während des Zweiten Weltkriegs folgte er dem Trend anderer Tanzbands und veränderte sein Stil seines Orchesters mehr hin zum Swing. Zu dieser Zeit war Patti Palmer, die spätere Ehefrau des Komikers Jerry Lewis, Fioritos Sängerin. Kurz vor Kriegsende übernahm June Haver ihre Rolle.
In der Nachkriegszeit kehrte Fiorito zu seinem Ursprungsstil zurück. Von 1950 bis 1956 war er in Las Vegas engagiert, danach leitete er bis 1962 in Scottsdale/Arizona den Nachtclub Black Sheep Club; in dieser Zeit war als Musiker nur wenig aktiv. Danach gründete er ein Ensemble in kleinerer Besetzung, mit der er bis zu seinem Tode an einem Herzinfarkt in Kalifornien und Nevada auftrat. 2003 erschien das Album Never Been Blue 1922–1942.